# Кочериново (община)
Кочериново (болг. Община Кочериново) — община в Болгарии. Входит в состав Кюстендилской области. Население составляет 4968 человек (на 21.07.05 г.).

## Состав общины
В состав общины входят следующие населённые пункты:
1. Бараково
2. Боровец
3. Бураново
4. Драгодан
5. Кочериново
6. Крумово
7. Мурсалево
8. Пороминово
9. Стоб
10. Фролош
11. Цервиште